# Parodia turbinata
Parodia turbinata är en kaktusväxtart som först beskrevs av José Arechavaleta, och fick sitt nu gällande namn av Hofacker. Parodia turbinata ingår i släktet Parodia och familjen kaktusväxter. Inga underarter finns listade i Catalogue of Life.

## Bildgalleri

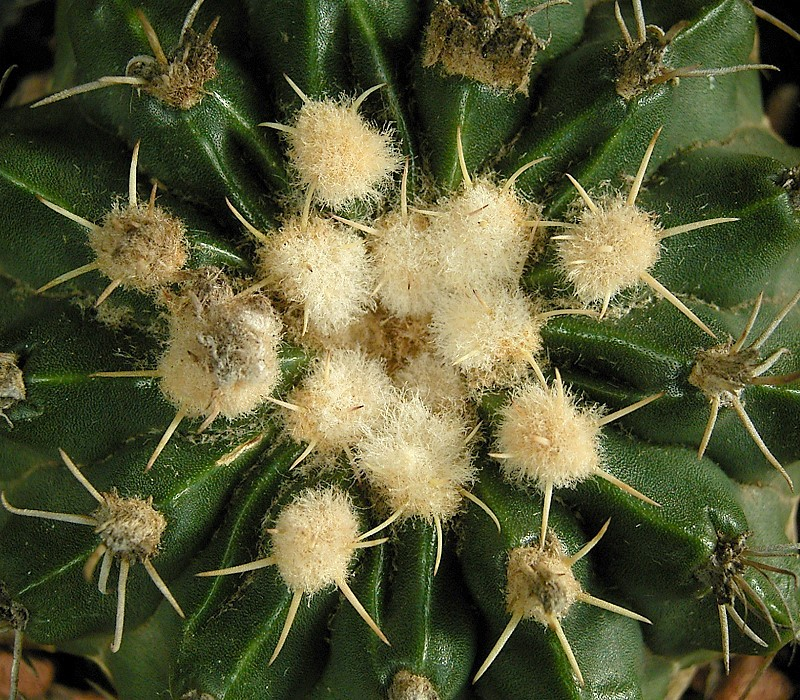
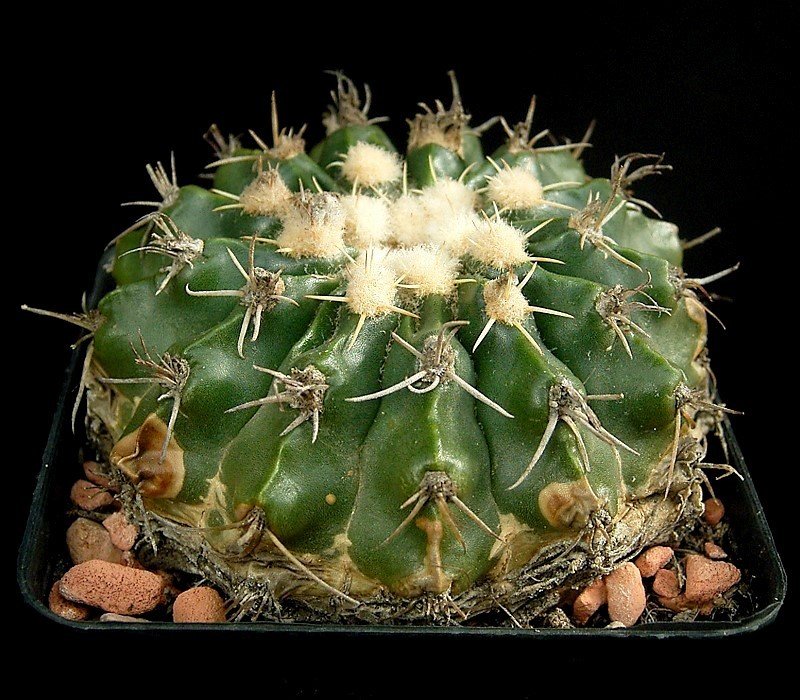